# Stephen Malkmus
Stephen Malkmus (Santa Monica, Califórnia, 30 de maio de 1966) é um músico estadunidense fundador da banda de rock alternativo americana Pavement. Ele também mantém uma carreira solo, tendo lançados alguns álbuns. O seu trabalho mais recente é o álbum "Sparkle Hard", de 2018.

## Histórico

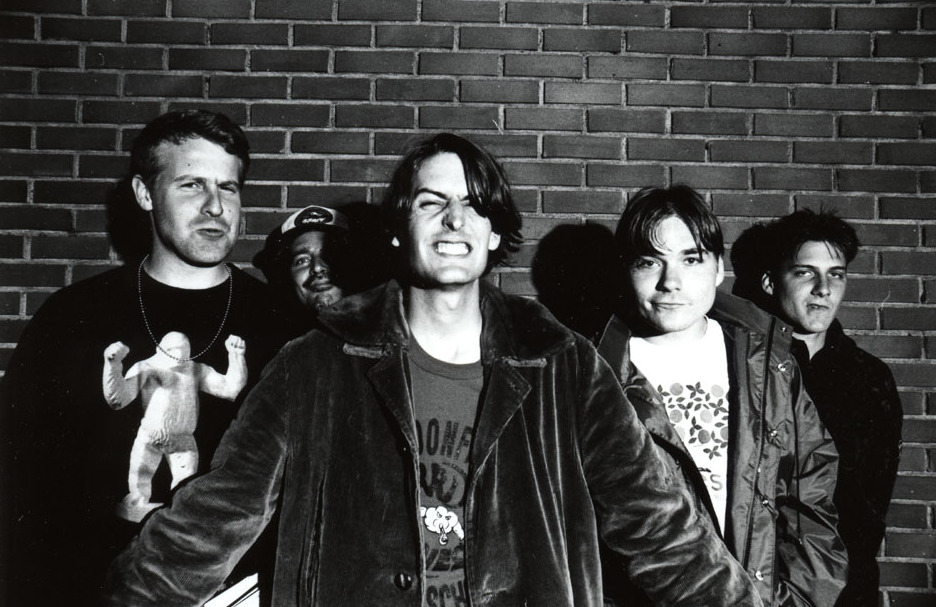
Pavement, the band, in Tokyo.

Stephen Malkmus é o líder do Pavement, um dos conjuntos mais cultuados e influentes dos anos 90.  Formado em 1988, o Pavement deu ao mundo 5 discos clássicos e finalizou suas atividades em novembro de 2000. Em 2010, se reuniram novamente para alguns shows. Mas antes ainda do fim oficial do grupo, Stephen já ensaiava a carreira solo que viria a seguir. Foi também membro do Silver Jews, projeto em parceria com David Berman, em que contribuia como instrumentista e vocal, além de ajudar em algumas composições, desde 1989. Em 1999, ele participou de algumas sessões de estúdio ao lado de Kim Gordon e Jim O´Rourke (Sonic Youth), reunião que ficou conhecida como Kim’s Bedroom.  Logo após, Malkmus reuniu-se ao The Jicks, uma banda formada por velhos conhecidos seus de Portland, local onde reside. Com Joanna Bolme no baixo, Mike Clark na guitarra e teclado e John Moen na bateria, Malkmus, assim como no Pavement, encarregou-se do vocal e da guitarra. Com a backing band montada, ele estava pronto para voltar ao circuito comercial.
Ao longo do ano de 2000, Stephen e o The Jicks entraram em estúdio e começaram a gravação de seu disco de estreia. A ideia era lançar o trabalho de forma independente, sob o título “Swedish Reggae”. Não aconteceu nenhuma coisa e nem outra: a Matador Records arrebanhou o novo projeto do ex-líder do Pavement (que também fazia parte de seu cast) e o seu debut foi lançado em 13 de fevereiro de 2001 somente com o nome de Malkmus na capa. No mês anterior, como aperitivo, saiu o single “Discretion Groove” (que possui uma edição 7’’ limitada lançada pela Domino Records). Este primeiro álbum caiu nas graças da crítica e dos fãs, ainda que a sonoridade apresentada seja basicamente a mesma dos tempos de Pavement (mas também ninguém esperava outra coisa). A banda entra em turnê de divulgação logo após o disco sair nas lojas, tendo em off-stage o ex-Pavement Bob Nastanovich, no cargo de manager.
Em abril do mesmo ano, uma das etapas dessa turnê foi o Brasil. Stephen e o Jicks fazem 4 shows em território nacional: o primeiro no dia 19 de abril em Londrina e depois Recife, São Paulo e Rio de Janeiro como atração principal do Abril Pro Rock, nos dias 21, 24 e 25, respectivamente. O repertório dos shows foi formado por suas músicas novas, com apenas uma única do Pavament sendo tocada: In Mouth of a Desert, do primeiro disco, “Slanted and Enchanted”. Também tocou "Here" do Pavement, no show em Londrina.
Em junho de 2002, os quatro amigos voltam ao estúdio para a gravação de um novo disco. O resultado, intitulado “Pig Lib”, é lançado no dia 18 de março de 2003, novamente com a bênção de público e crítica. No mês seguinte é lançado o single “Jenny and the Ess-Dog” (que novamente teve uma edição 7’’ limitada lançada pela Domino). Depois a banda parte em nova excursão, participando inclusive como banda de abertura do Radiohead em algumas apresentações marcadas para agosto nos EUA e no Canadá.
Os outros álbuns de estúdio de Stephen Malkmus são Face The Truth(2005), Real Emotional Trash (2008), Mirror Traffic (2011) e Wig Out at Jagbags (2014).
A banda de Stephen Malkmus, Pavement, confirmou o retorno aos palcos no último mês de setembro, após um hiato de 10 anos. O primeiro show do retorno acontecerá em 1º de março, na Austrália. À época, completam-se cerca de 11 anos desde a dissolução do grupo.
O Pavement pode lançar faixas inéditas em 2010. Em entrevista ao site do semanário britânico NME, o guitarrista Spiral Stairs afirmou que a banda estuda a possibilidade de mesclar uma coletânea de hits a faixas inéditas, gravadas anteriormente mas nunca lançadas de modo oficial.